# マシュクール
マシュクール （Machecoul）は、フランス、ペイ・ド・ラ・ロワール地域圏、ロワール＝アトランティック県にかつて存在したコミューン。
2016年1月1日、サン＝メム＝ル＝トゥニュと合併し、コミューン・ヌーヴェル（fr）であるマシュクール＝サン＝メムとなった。

## 地理

県におけるマシュクールの位置

コミューンは歴史的なブルターニュの一部であり、伝統的な地方区分ではペイ・ド・レ、歴史的な地方区分ではペイ・ナンテに属する。マルシュ・ブルターニュ・ポワトゥー（かつてのブルターニュ公国とポワトゥー伯領の間にあった辺境地帯）の一部である。
ロワール川の南にあり、ペイ・ド・レ、ペイ・ナンテ、ブルトン湿地が交わる場所にある。

## 由来

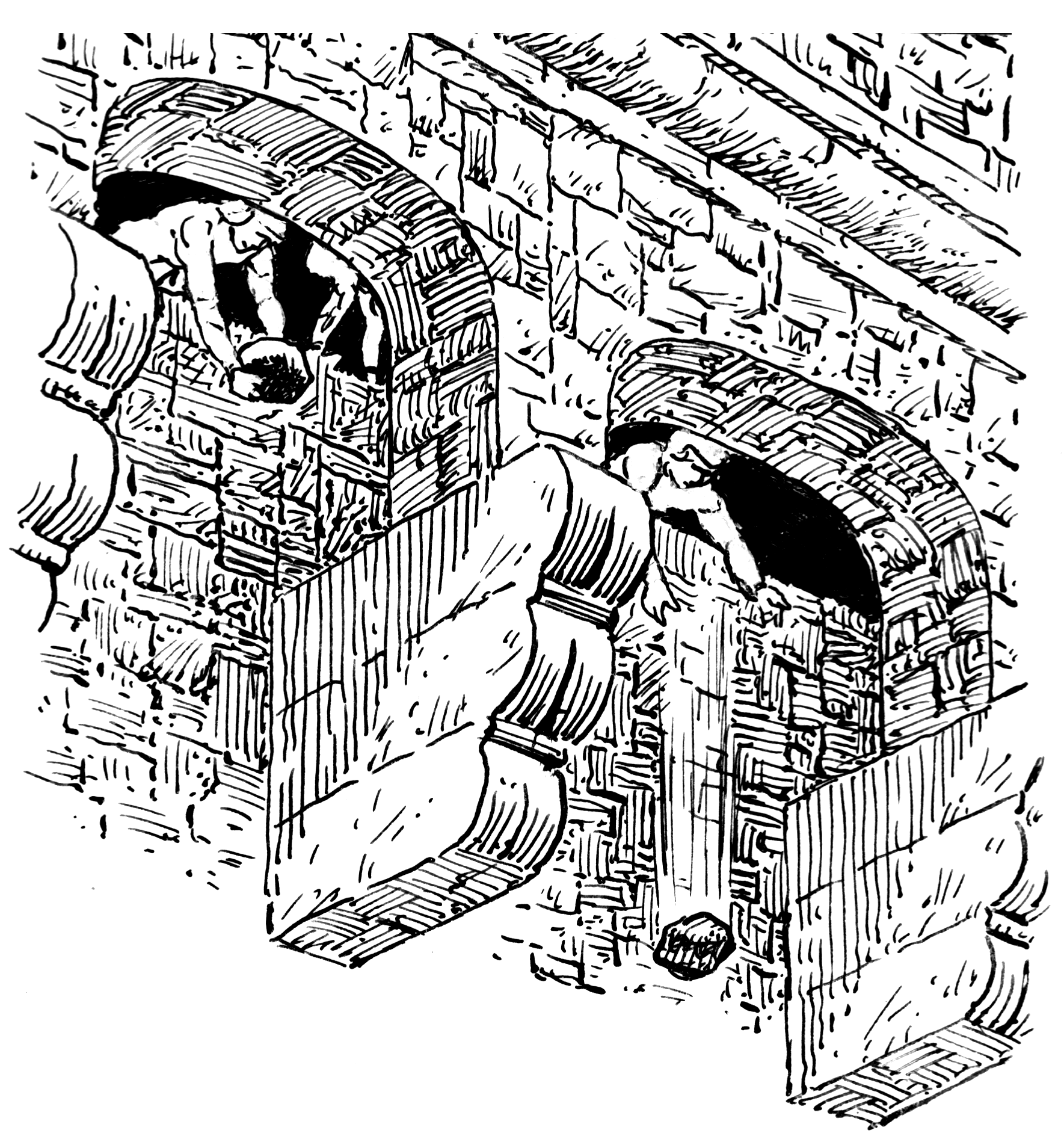
出し狭間

マシュクールの名は古いフランス語のマシコル（Machicol、出し狭間）に由来する。出し狭間は要塞における防衛のための建築要素である。かつて町はペイ・ド・レの軍事拠点であり、町の名はペイ・ド・レの初期領主たちの木造城の出し狭間を指していた。11世紀から、レ領主ジュスタン2世は自らが所有するマシュクール城（castrum de Machicol）について言及するようになった。町の名は1083年にMachecollum、1100年代にMachicol、1160年代にMachicollumそしてMachico、1206年にMachecou、1292年にMaicheco、15世紀にMachecolys、その後Machecol、Machecou、最後にMachecoulとなった。20世紀になって公式のラテン語のつづりがMachicoliumとなった。
マシュクールは、オイル語の一種ポワトヴァン語とガロ語の境界にある。ガロ語ではMachecouという。

## 歴史

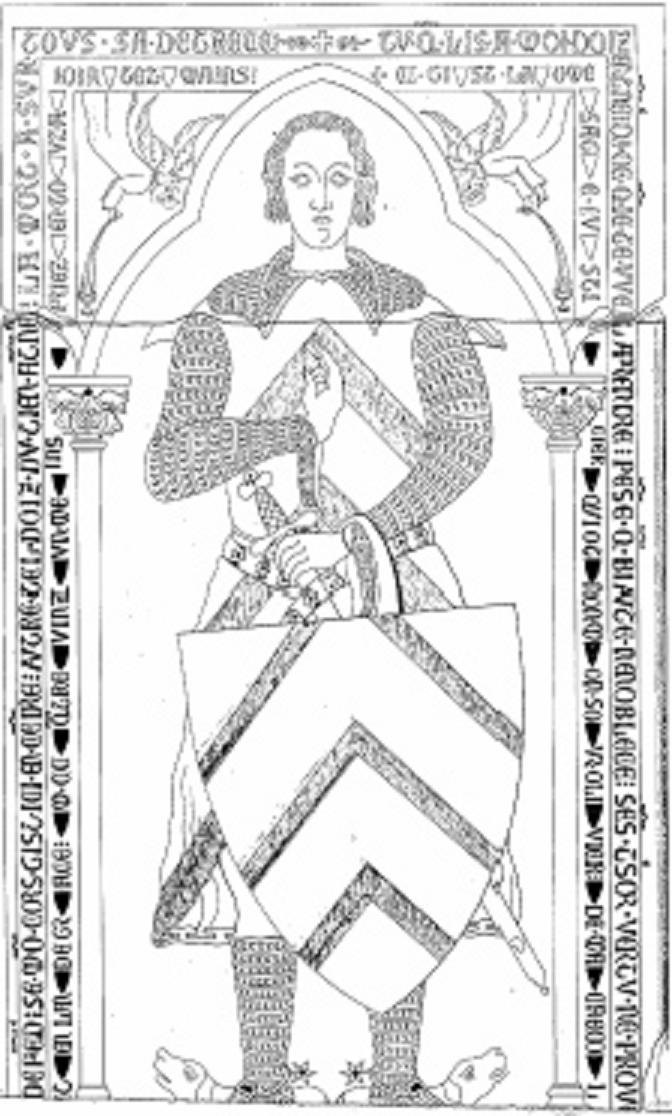
オリヴィエ・ド・マシュクール

マシュクールは歴史がしみこんだ地である。11世紀以来、レ領主となった異なる家系の牙城となってきた。13世紀にブルターニュ公ピエール1世がマシュクール領主となり、彼の死後は子のオリヴィエが継承した。オリヴィエの血をひく女性を妻としていたポワトゥーのシャボ家が13世紀後半からマシュクール領主となる。シャボ家の女子相続人ジャンヌは夫との間に子がなく、1406年に彼女が亡くなると、レ男爵領がいとこのギィ2世・ド・モンモランシー＝ラヴァルへ渡った。こうしてレ男爵がマシュクール領主となる。ギィ2世の息子が、ジャンヌ・ダルクの戦友でありフランス元帥であったジル・ド・レである。
近郊の町ブナンを焼きうちにしたフランス王ルイ11世が1473年にマシュクールを攻略したとき、王は近づくにつれこの街に人気がないことに気付いた。彼は凱旋するように入市することを望んでいたが、誰も迎えに出る者はなく、王は無人の街路を行進するのみだった。ブルターニュ公に忠実だったマシュクール住民は王を恐れ、家に隠れていたのだった。
レ男爵ルネの一人娘ジャンヌは、男爵領を夫であるブロス子爵フランソワ・ド・ショーヴィニーとともに管理した。1490年に男爵位を継承したのが、2人の息子アンドレ3世である。同じ時期、ルイ11世からシャルル8世に代替わりし、ブルターニュ公フランソワ2世が没してアンヌ・ド・ブルターニュが女公となった。ブルターニュは、ヴァンヌで署名された連合法によって1532年より独立公国ではなくなった。
マシュクールはまた、イタリア出身のレ公ゴンディ家が、16世紀のカトリーヌ・ド・メディシス摂政時代にフランスでの拠点とした地である。ゴンディ家は1716年にレ公爵夫人ポール・マルグリット・フランソワーズ・ゴンディが死去して断絶する。レ公を継承したのは、ヴィルロワ公ニコラ6世・ド・ヌフヴィルである（祖母がゴンディ家出身のため公位を継承）。1778年にガブリエル・ド・ヌフヴィルによってレ公爵領は売りに出された。購入したのはセラン侯爵クレマン・アレクサンドル・ド・ブリーである。新しい公爵は、新しい土地の所有権を得るために名代を送り込んだ。このセラン侯爵が最後のレ公爵となった。彼はフランス革命中の1793年に領地を没収されてしまうのである。そしてヴァンデ戦争が勃発すると、マシュクールでは中心的な出来事が起こる。
フランス革命前夜のマシュクールは、重要なビジネスの中心地そしていくつかの道路が交わる地点であった。見本市が定期的に開催され、毎週開かれる市では近郊の農村でできた農産物が売買されていた。マシュクールは住民にとって重要な経済的役割を担っていたのである。50人の商人、20人の宿屋経営者、20人の織工、そして350人以上の労働者と農民がいた。しかし不安と不幸はマシュクールにおいて大きなものだった。不潔で不健康、疫病の全ての種類に適応しているとみなされていた乞食が都市中に群がっていた。革命が勃発したときこうした状況だった。

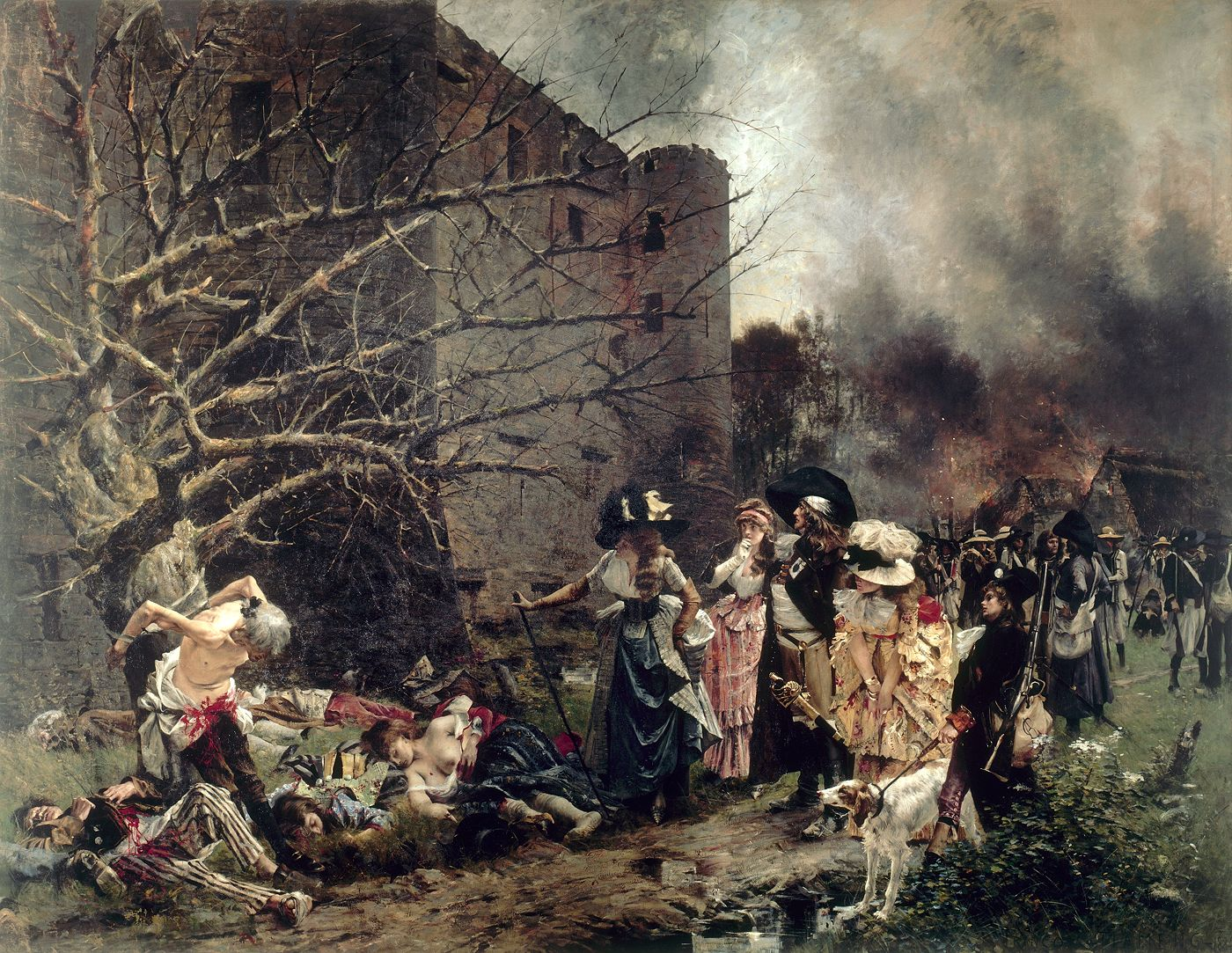
マシュクールの虐殺、フランソワ・フラマン、1884年画。犠牲者の死骸を見物する人々

1790年、ブルターニュが5つの県に分割された。ブリー＝セラン侯爵は領地とマシュクール、ペイ・ド・レを没収され、これらは新設された県、ロワール＝アンフェリウール県（現在のロワール＝アトランティック県の旧名）の一部となった。マシュクールは、ただ歴史的・文化的な追憶の中でのみ続いてきたペイ・ド・レの首都ではなくなり、コミューンとなった。最初の市長はブリー＝セラン侯爵から町の首長の役柄を引き継いだ。
1793年3月11日、県の小さな郡庁所在地であり、穀物取引が盛んだったマシュクールにヴァンデ軍が侵攻した。4月22日までに、共和国側とみなされた行政官や商人、市民などおよそ150人から200人が虐殺された（マシュクールの虐殺）。
ヴァンデ戦争が終わってマシュクールは荒廃し、革命による痛手から回復するのに時間がかかった。死傷者は甚大な数であった。1790年にマシュクールの人口は3340人であったが、1800年には1889人になっていたのである。10年で、マシュクールは人口の約43%を失っていた。この減少は戦闘や虐殺のためであったというより、むしろ家族全員でマシュクールを脱出したものが多かったからであり、1794年から1795年まで流行していた。
1804年8月29日、ブリー＝セラン侯爵は自らが所有していたオディトワール（かつて巡回裁判所が開かれた場所で、代々のマシュクール領主がいた建物）を没収された。町は退役将校ファイヨルを首長とし、彼をオディトワールの主とした。同じ年に、ブリー＝セラン侯爵はマシュクール城も没収され売りに出された。革命後、ヴァンデ戦争で荒廃した町は復興を必要としていた。外壁と塔を保っていた城は道路や住宅を再建するための石材として使われ、かつてアンシャン・レジームの象徴であった城はまもなくしてみすぼらしい廃墟と化した。
1876年、マシュクール駅が設置された。鉄道の到来がマシュクールに産業をもたらした。乳製品製造、製粉業、自転車製造業、金属資材業である。商業やサービス業が繁栄した。1927年には、マシュクールにカフェが63店舗あった。自転車製造のシクル・ジターヌ（fr）は、1930年にマシュクールで農家相手の鍛冶屋をしていたマルセル・ブリュネリエールが創業した。20世紀最初の1/3は、電化に特筆される。しかし、わずか20年して起きた2度の世界大戦でコミューンの発展は遅れ、町で育った子どもの一部を奪われることになった。第一次世界大戦では、マシュクール出身の男性140人が祖国フランスのために戦死した。
第二次世界大戦が始まると、1940年7月2日にドイツ軍がすばやく町を占領した。ドイツ人たちはむしろ礼儀正しかった（彼らは買い物をすれば支払いをしたし、教区のミサに出席し、地元の子供たちには小さな贈り物をした）。しかし彼らは町をコントロールすべく障壁をつくり、電波干渉の設備を整えたうえ、すぐに厳しい夜間外出禁止令を出した。教会や、町の名士たちのシャトー、役場にはハーケンクロイツ旗が掲げられた。マシュクールの病院は軍病院に変えられた。ドイツ人が住民となったため、マシュクール人口は2倍になった。マシュクール住民たちは、日曜日にミサに出かけるため外に出ると、身分証明を求めるドイツ兵を警戒していた。住民たちはドイツ軍に取り上げられないよう、自家用車やバイクを隠していた。夜間外出禁止令を出したドイツ兵たちは、警備隊を組織して町をパトロールし、時間が過ぎても町にいる人々を尋問し、出頭に応じないものには発砲した。

## 人口統計
| 1962年 | 1968年 | 1975年 | 1982年 | 1990年 | 1999年 | 2006年 | 2011年 |
| ------ | ------ | ------ | ------ | ------ | ------ | ------ | ------ |
| 3964   | 4240   | 4549   | 5060   | 5072   | 5424   | 5732   | 6013   |

参照元:1999年までEHESS、2004年以降INSEE

## 史跡
- マシュクール城 - 別名ジル・ド・レ城または青髭城。11世紀後半にル・ファレロン川に沿って、かつての城の跡に建てられた。城は現在個人所有で、城外観ツアーが行われている。歴史記念物[13]。
- ノートルダム・ド・ラ・ショーム修道院。かつてのシトー会派修道院。現在は廃墟。残っているのはハト小屋と、修道院を囲んでいた壁の一部である。
- サント・マリー・マドレーヌ・カンケヌヴァン礼拝堂 - 12世紀、サン・ヴァンサン修道院によって創設された小修道院の付属礼拝堂。ロマネスク様式の歴史記念物[14]。
- サントノレ教会 - 19世紀。

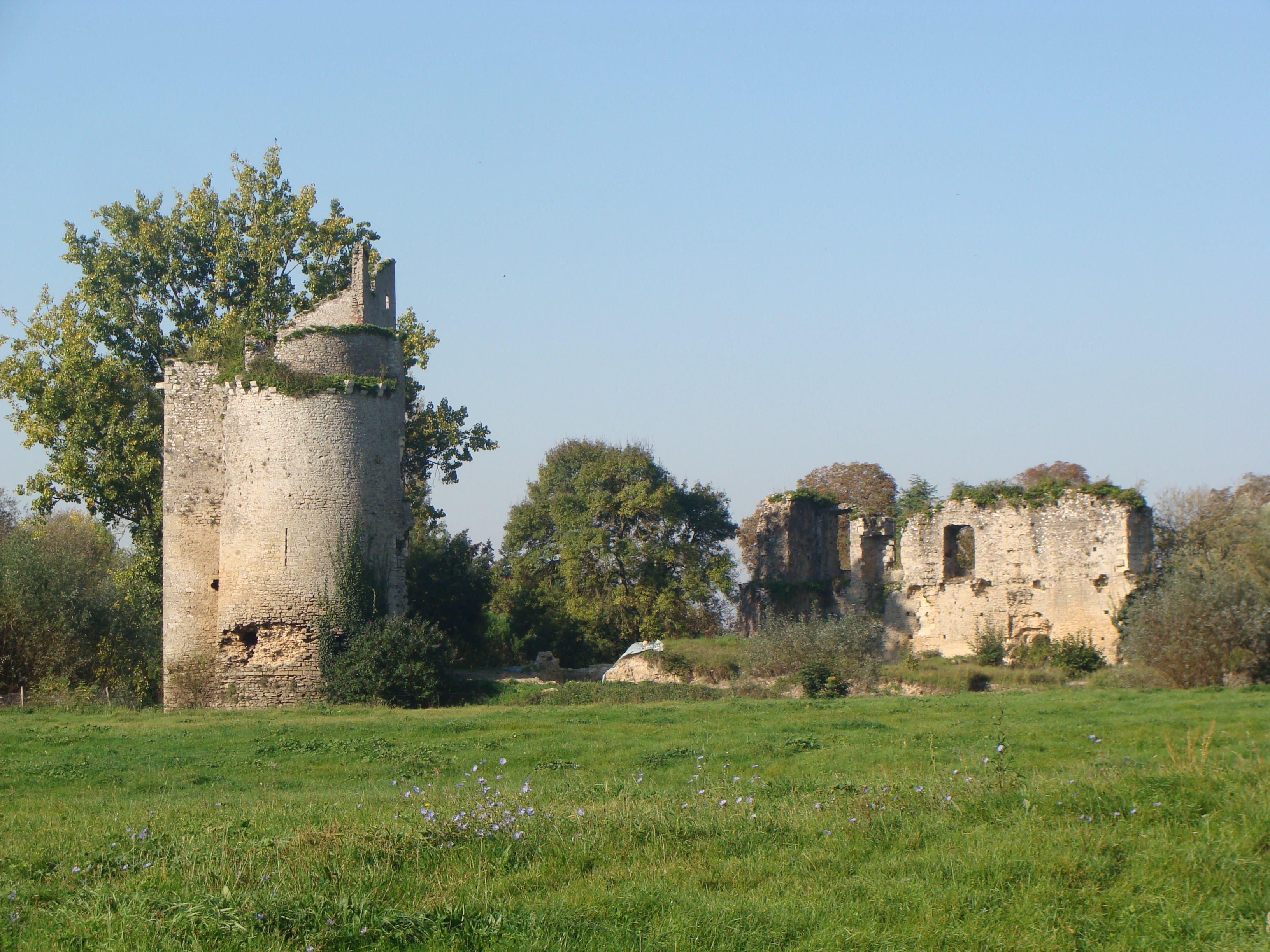
マシュクール城
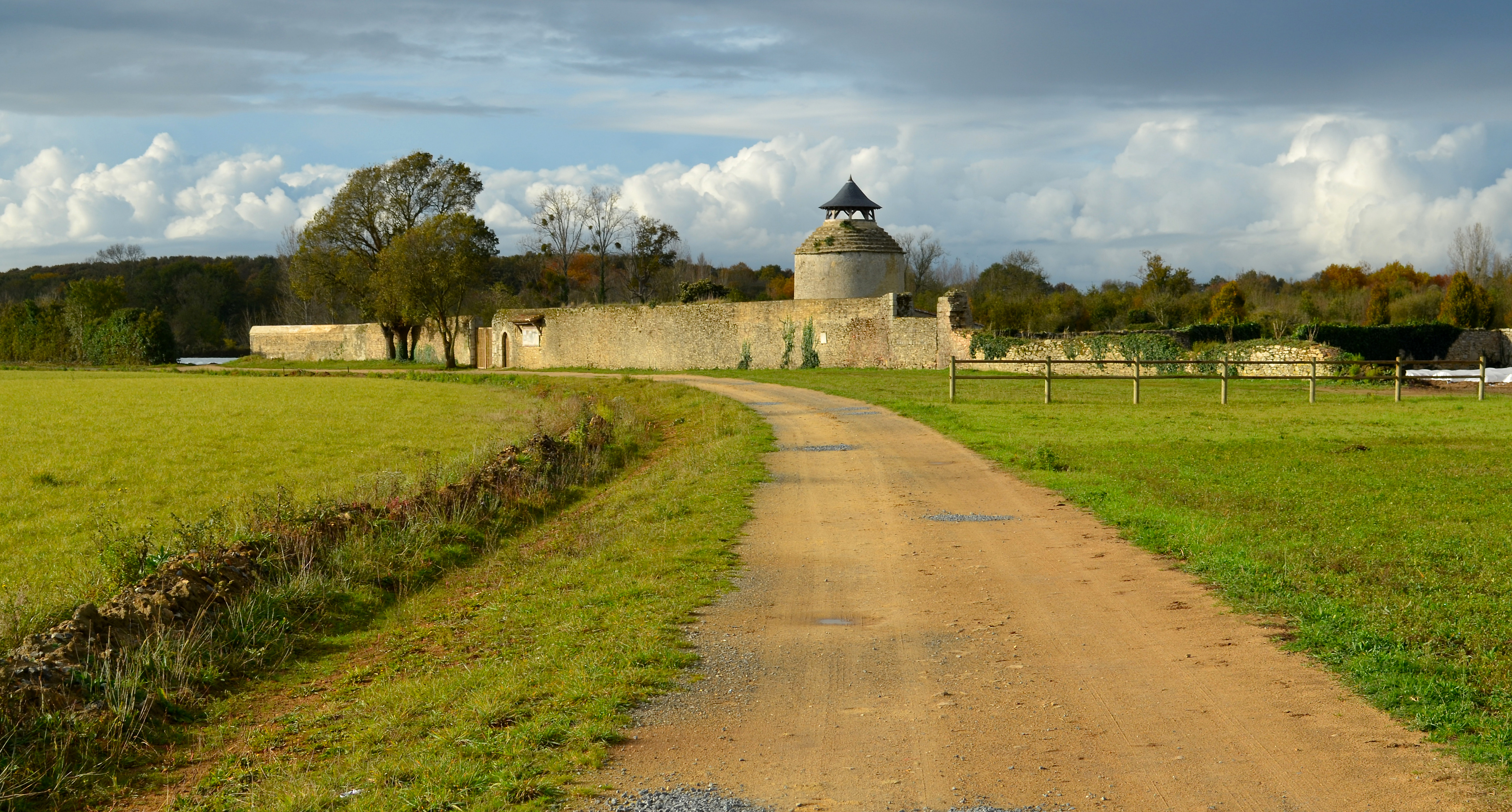
ノートルダム・ド・ラ・ショーム修道院
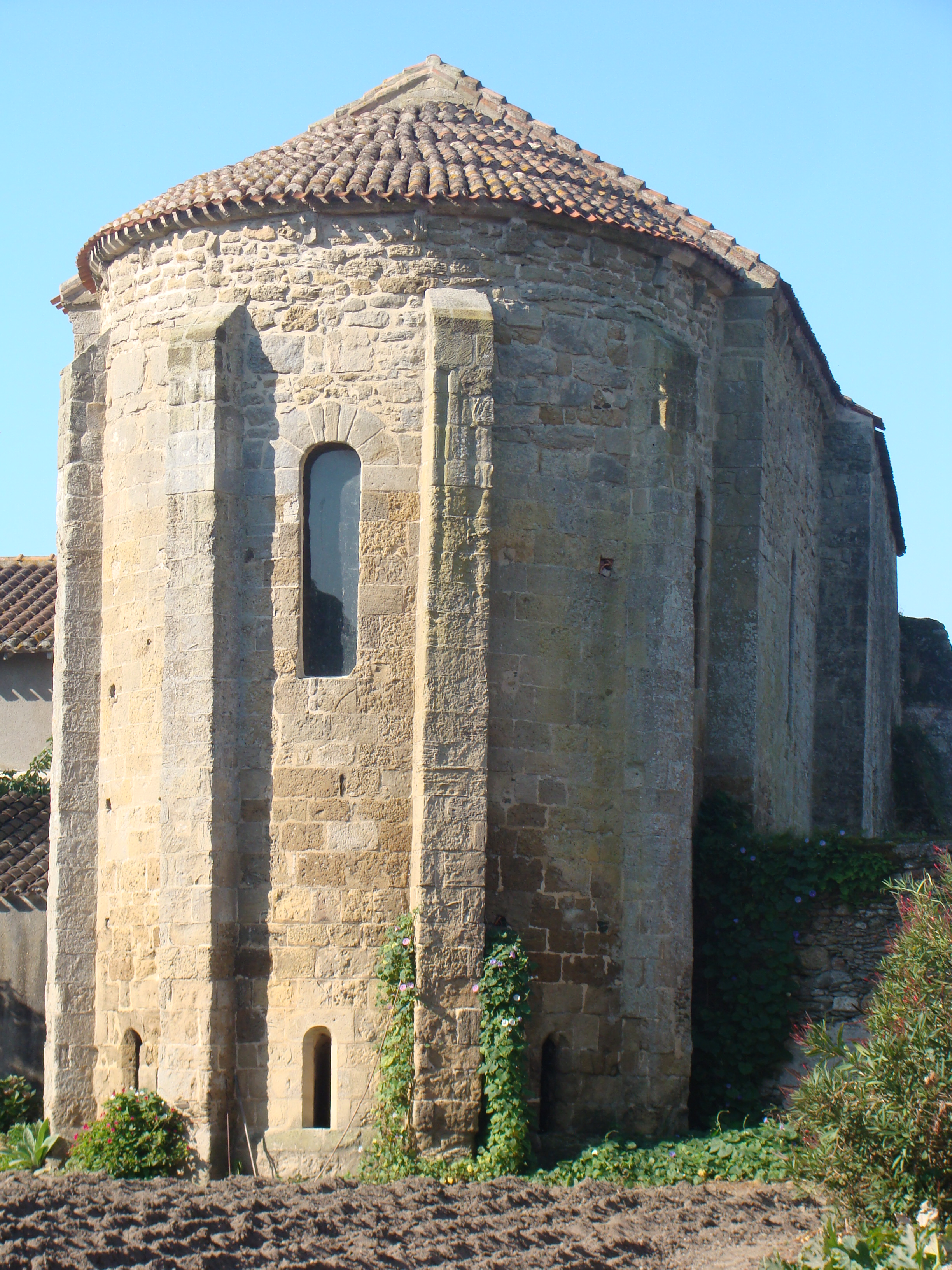
カンケヌヴァン礼拝堂
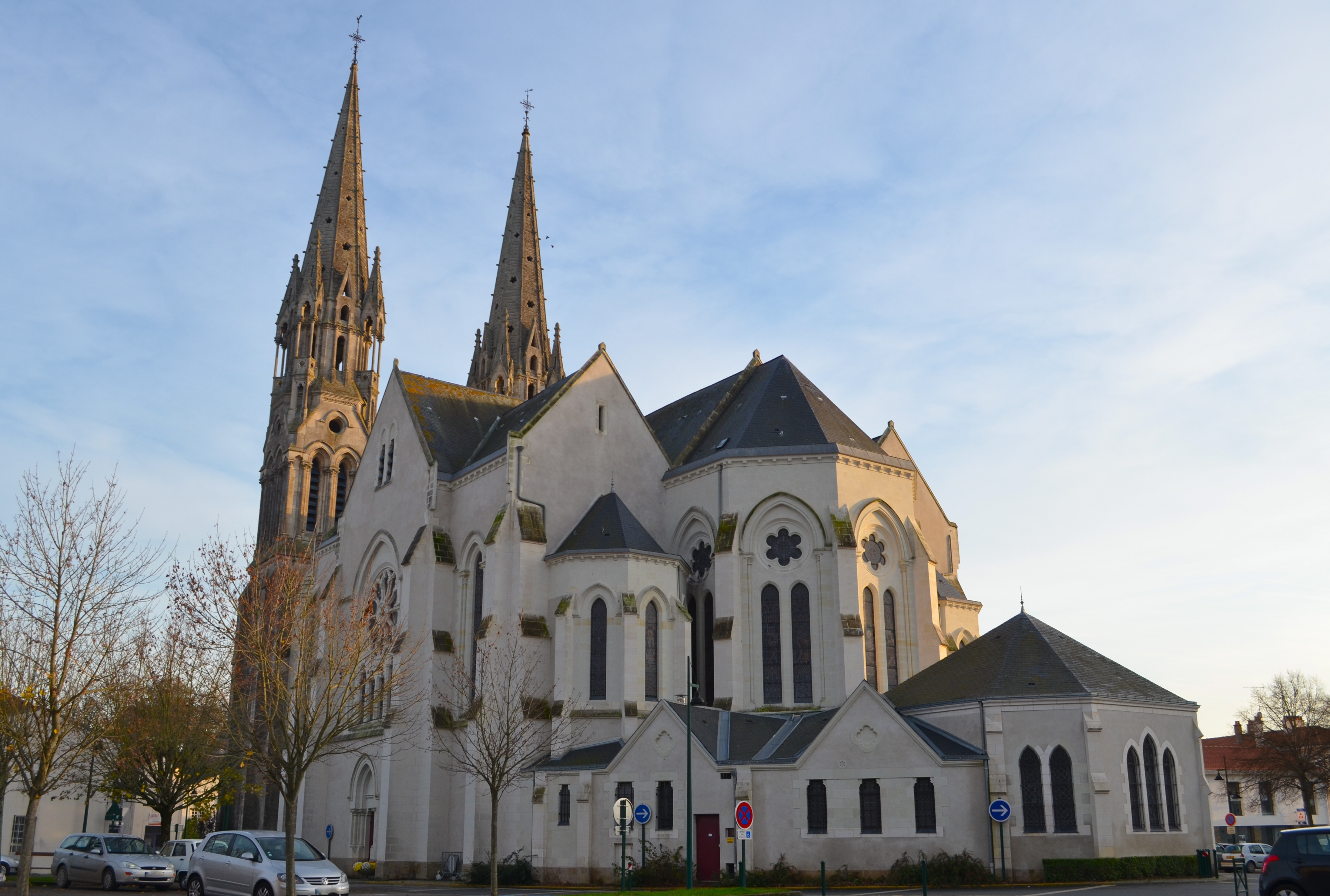
サントノレ教会

## 姉妹都市
- ウーリンゲン・ビルケンドルフ、ドイツ
- シフナル、イギリス
- ヴァレア・ドラガヌルイ、ルーマニア

## 出身者
- ミカエル・ランドロー：サッカー選手